# Bese Lajos
Bese Lajos (született: Ligeti Lajos, Békéscsaba, 1926. október 1. – Budapest, 1988. június 18.) magyar orientalista, nyelvész.

## Életpályája
Békéscsabán Ligeti Lajos néven, asztalosmester fiaként, ötgyermekes családba született. Szülővárosában, a Községi Kereskedelmi Középiskolában tett sikeres érettségi vizsgát 1945 júniusában, majd beiratkozott 1945 őszén a Magyar Királyi Pázmány Péter Tudományegyetemre (ma ELTE BTK). Itt az akkori szabad rendszernek és széles körű érdeklődésének megfelelően mongol, mandzsu és török nyelvet, illetve nyelvészetet tanult. Az egyetemen Ligeti Lajos (1902–1987) egyik legtehetségesebb tanítványa lett. 1951 januárjában az egyetemi reform miatt immár szakosított oktatás keretei között végzett az egyetemen: „mongol-mandzsu nyelvész” képesítővizsgát tett.
Egyetemi évei alatt belépett a Magyar Dolgozók Pártjába (1948), majd a következő évben kizárták a Kőrösi Csoma Sándor (Népi) Kollégiumból, mert rossz volt a kapcsolata az ifjúsági mozgalommal. Az MDP-ből 1950 tavaszán „ingadozó magatartására” hivatkozva zárták ki. Ugyanezen évben a Magyar Tudományos Akadémia Könyvtárában helyezkedett el könyvtárosként, illetve az Országos Könyvtári Központ (1951–1952) alkalmazottja volt. 1952-ben politikai okokból kénytelen volt eltávolodni a tudományos pályától, így innentől kezdve 1958-ig fizikai munkát vállalt (Magyar Acélárugyár, Építésügyi Minisztérium 30/1. sz. Vállalatánál alkalmazták kőművesként, Egyesült Izzó, Cserépkályhaépítő Kisipari Termelőszövetkezet). Ezalatt szabadidejében a mongol nyelvújítás problémáival foglalkozott – nem hagyott fel a tudományműveléssel.
1958 tavaszán visszakerült a Magyar Tudományos Akadémia Könyvtárába, annak Keleti Gyűjteményében tudományos könyvtárosi pozíciót foglalt el. Ez évben változtatta vezetéknevét belügyminisztériumi engedéllyel Ligetiről Besére, tanárával való névazonossága kiküszöbölése végett. (Afféle tüntető névként vette fel, hiszen ez azonos a burját „beše” /бэшэ/ tagadószóval.)
1960-ban és 1963-ban kutatóútra ment mongol nyelvterületre (ezek után több nyelvjárási gyűjtő- és kutatóúton vett részt Mongóliában és a Szovjetunióban). 1961 és 1976 közt a Keleti Gyűjtemény vezetője volt. Irányítása alatt a gyűjtemény állománya dinamikusan gyarapodott cserekapcsolatok és vásárlás útján. 1965-ben megírta kandidátusi disszertációját „Prefixumok a mongol nyelvekben” címmel, majd a sikeres védés után még ugyanebben az évben megkapta a nyelvtudományok kandidátusa címet. 1974–1975-ben egy iskolai évet tanított vendégprofesszorként a Berkeley-béli California University-n az USA-ban. (Kizárólag ezt az évet vállalta el, nem tanított sem előtte, sem utána.)
1982. szeptember  és 1988 közt a Magyar Tudományos Akadémia Orientalisztikai Munkaközösségének tudományos főmunkatársa volt, illetve haláláig tagja volt a Kőrösi Csoma Társaság választmányának.
1988. június 18-án, nyugdíjazása után néhány nappal halt meg. (Síremléke a Farkasréti temető Hóvirág utcai temetőrészének 803-as jelű fülkéi között a 862-es számot viseli.)

## Tudományos munkássága
Tudományos érdeklődése rendkívül széles körű, publikációi sokrétű műveltségéről árulkodnak. Alapvetően a mai mongol nyelvek (ezek között kiemelten a halha) szerkezetével, azok ikerszavaival, igekötőivel és az azokban előforduló részleges duplikáció problémáival foglalkozott behatóan, melyből szépszámú publikáció is született – elsősorban angol és német, illetőleg ritkábban orosz, magyar és mongol nyelven.
Külföldön elsősorban az északi mongol nyelvek, elsősorban a burját szakértőjeként ismerték.
Érdeklődése később a régi mongol nyelvjáráskutatás, a mongol történeti morfológia vizsgálata felé fordult. Ezen témakörön belül foglalkozott a középmongol igeragozással, a tiltás és tagadás mongol etimológiája és kifejezési formái vizsgálatával, a mongol igeragozás történetének problémájával és a török-mongol nyelvi érintkezés feltárásával.
Kutatásainak ezen elsődleges irányvonala mellett azonban sok egyéb terület is írásra csábította: tanulmányozott mongol folklórszövegeket, vizsgálta a mongol hit- és hiedelemvilágot, de éppúgy a mandzsu filológia tárgykörében is alkotott (egyetemi végzettségének megfelelően).
A halála előtti utolsó nagy téma, ami foglalkoztatta, a XIII. századi mongol-török személyneveké. Ilyen irányú munkája részben sajtó alá is került, azonban a tervezett, sőt előkészített teljes összefoglaló kötet már nem jelenhetett meg.
Személyiségét a „korlátdöngetésre hajló természet” – nehezen viselt bármilyen kötöttséget –, ugyanakkor a földközeli józanság és a kiváló humor jellemezte.

## Bibliográfia
(időrendben)
- Bese, Lajos: Ob obnovlenii mongol'skogo jazyka. In: Acta Orientalia Academiae Scientiarum Hungaricae VI (1956). pp. 91–108.
- Bese, Lajos: Ob obnovlenii mongol'skogo jazyka. Budapest, Akad. Kiadó, 1956. (különnyomat)
- Bese, Lajos: Zwillingswörter im Mongolischen. In: Acta Orientalia Academiae Scientiarum Hungaricae VII (1957). pp. 199–211.
- Bese, Lajos: Zwillingswörter im Mongolischen. Bp., 1957. (különnyomat)
- Bese, Lajos: Über die in der Burjätmongolischen ASSR in neuerer Zeit erschienenen mongolischen Arbeiten. In: Acta Orientalia Academiae Scientiarum Hungaricae IX (1959). pp. 334–340.
- Bese, Lajos: Über die in der Burjätmongolischen ASSR in neuerer Zeit erschienenen mongolistischen Arbeiten. Bp., 1959. (különnyomat)
- Bese, Lajos: Einige Bemerkungen zur partikulären Reduplikation im Mongolischen. In: Acta Orientalia Academiae Scientiarum Hungaricae XI (1960). pp. 43–49.
- Bese, Lajos: Einige Bemerkungen zur partikulären Reduplikation im Mongolischen. Budapest, Akad., 1960. (különnyomat)
- Bese, Lajos: Remarks on a western khalkha dialect. Budapest, Akad. Kiadó, 1961.
- Bese, Lajos: Contributions to the Khori-Buriat Sub-dialect of Ivolga. In: Acta Orientalia Academiae Scientiarum Hungaricae XV (1962). pp. 15–21.
- Bese, Lajos: Contributions to the Khori-Buriat Sub-dialect of Ivolga. In: Czeglédy, Károly (szerk.): Hoc volumen Ludovico Ligeti sexagenario sacrum / hoc volumen. Budapest, Akadémiai, 1962. pp. 23–30.
- Bese, Lajos (szerk.): Magyar szerzők Ázsiáról és Afrikáról, 1950-1962; válogatott bibliográfia. Bp., Akadémiai, 1963.
- Bese, Lajos: Ob affrikatah horinskogo dialekta. In: Kratkie soobščenija Instituta narodov Azii, 83.: Mongolovedenie i tjurkologija. Moskva, 1964. pp. 46–48.
- Bese, Lajos: Prefixumok a mongol nyelvekben. Bp., 1964. (kandidátusi értekezés)
- Bese, Lajos: Two Western Khalkha tales. In: Acta Orientalia Academiae Scientiarum Hungaricae XVII (1964). pp. 49–67.
- Bese, Lajos: Two Western Khalkha tales. Budapest, Akad. Kiadó, 1964. (különnyomat)
- Bese, Lajos: A study in Buriat preverbs. In: Acta Orientalia Academiae Scientiarum Hungaricae XIX (1966). pp. 217–244.
- Bese, Lajos: A study in Buriat preverbs. Bp., 1966. (különnyomat)
- Bese, Lajos: Ob ivolginskom govore hori-burjatskogo dialekta. In: O zarubeznyh mongolovednyh issledovanijah po jazyku. Ulan-Ude, 1968. pp. 16–23.
- Bese, Lajos: On Khalkha preverbs. In: Acta Orientalia Academiae Scientiarum Hungaricae XXI (1968). pp. 225–235.
- Bese, Lajos: Preverbs in the language of the Secret History of the Mongols. In: Acta Orientalia Academiae Scientiarum Hungaricae XXII (1969). pp. 123–132.
- Bese, Lajos: Contribution to the problem of the Mongolian preverbs. In: Acta Orientalia Academiae Scientiarum Hungaricae XXIII (1970). pp. 177–188.
- Bese, Lajos: Mongol xelnii caglaxuin tuuxiin tuxai jarim temdeglel. In: Xel zoxioliin sudlal. Ulaanbaatar, 1970. pp. 341–346.
- Bese, Lajos–Dezső, László–Gulya, János: On the syntactic typology of the Uralic and Altaic languages. In: Dezső, László– Hajdú, Péter (szerk.): Theoretical problems of typology and the northern Euroasian languages. Gruner, Amsterdam, 1970. 113–128.
- Bese, Lajos: Verbal prefixes in Mongolian dialects. In: Mongolian studies 1970. pp. 71–92.
- Bese, Lajos: An Old Mongolian Calendar Fragment. In: Acta Orientalia Academiae Scientiarum Hungaricae XXV (1972). pp. 149–173.
- Bese, Lajos: An Old Mongolian Calendar Fragment. In: Kara, György (szerk.): Ludovico Ligeti septuagenario hoc volumen damus dicamus dedicamus / hoc volumen. Budapest, Akadémiai, 1972. pp. 175–190.
- Bese, Lajos: On Mongolian -γsan/-gsen "nomen perfecti". In: Hazai, Georg – Zieme, Peter (szerk.): Sprache, Geschichte und Kultur der altaischen Völker Protokollband der Tagung der 12. Permanent International Altaistic Conference Berlin [29 August – 2 September] 1969 [org.] Akademie der Wissenschaften der DDR, Zentralinstitut für Alte Geschichte und Archäologie. Berlin, Akad.-Verl., 1974. pp. 115–117.
- Bese, Lajos: An aspect of the Turkic-Mongolian language contacts. Ankara, Ankara Üniversitesi Basimevi, 1975. pp. 555–559. (?)
- Bese, Lajos: Some investigations on the history of the verbal inflection in Mongolian. In: Heissig, Walter (szerk.): Tractata Altaica Denis Sinor sexagenario optime de rebus Altaicis merito dedicata. Wiesbaden, Harrassowitz, 1976. pp. 81–86.
- Bese, Lajos: The Mongolian collection in Berkeley, California. In: Acta Orientalia Academiae Scientiarum Hungaricae XXXI (1977). pp. 17–50.
- Bese, Lajos: A hármas koporsó motívuma egy mongol népmesében. In: Hoppál, Mihály – Istvánovits, Márton (szerk.): Mítosz és történelem. Budapest, MTA Néprajzi Kut. Csop., 1978. pp. 77–80.
- Bese, Lajos: On the Mongolian and Manchu Collections in the Library of the Hungarian Academy of Sciences. In: Apor, Éva (szerk.): Jubilee volume of the Oriental Collection 1951-1976 Papers presented on the occasion of the 25th anniversary of the Oriental Collection of the Library of the Hungarian Academy of Sciences. Budapest, MTA Kvt., 1978. pp. 43–60.
- Bese, Lajos: Some Turkic personal names in the Secret History of the Mongols. In: Acta Orientalia Academiae Scientiarum Hungaricae XXXII (1978). pp. 353–369.
- Bese, Lajos: Some Turkic personal names in the Secret History of the Mongols. Bp., 1978. (különnyomat)
- Bese, Lajos: The Motive of the Triple Coffin in a Mongolian Folk Tale. In: Acta Orientalia Academiae Scientiarum Hungaricae XXXVI (1982). pp. 61–68.
- Bese, Lajos: The Motive of the Triple Coffin in a Mongolian Folk Tale. In: Tőkei, Ferenc (szerk.): Ludovico Ligeti octogenario hoc volumen damus dicamus dedicamus. Budapest, Akadémiai k., 1982. pp. 69–88.
- Bese, Lajos: Személynév és etnikum a XIII. századi mongoloknál. In: Tőkei, Ferenc (szerk.): Nomád társadalmak és államalakulatok: tanulmányok. Budapest, Akadémiai, 1983. pp. 81–88.
- Bese, Lajos: Egy sámánszertartás a Mongolok titkos történetében. In: Boglár, Lajos – Ferenczy, Mária (szerk.): Tanulmányok, 1986. Budapest, MTA Orientalisztikai Munkaközösség, 1987.
- Bese, Lajos: The shaman term ĵükeli in the Secret History of the Mongols. In: Acta Orientalia Academiae Scientiarum Hungaricae XL (1986). pp. 241–248.
- Bese, Lajos: Néhány etnikai elnevezésről a Mongolok titkos történetéből. I. In: Keletkutatás 1987. ősz. pp. 40–49.
- Bese, Lajos: Passages in the Secret History of the Mongols. 1. In: Acta Orientalia Academiae Scientiarum Hungaricae XLI (1987). pp. 41–51.
- Bese, Lajos: On some ethnic names in 13th century Inner-Asia. In: Acta Orientalia Academiae Scientiarum Hungaricae XLII (1988). pp. 17–42.